# Mouxy
Mouxy – miejscowość i gmina we Francji, w regionie Owernia-Rodan-Alpy, w departamencie Sabaudia.
Według danych na rok 1990 gminę zamieszkiwało 1308 osób, a gęstość zaludnienia wynosiła 208 osób/km² (wśród 2880 gmin regionu Rodan-Alpy Mouxy plasuje się na 638. miejscu pod względem liczby ludności, natomiast pod względem powierzchni na miejscu 1412.).

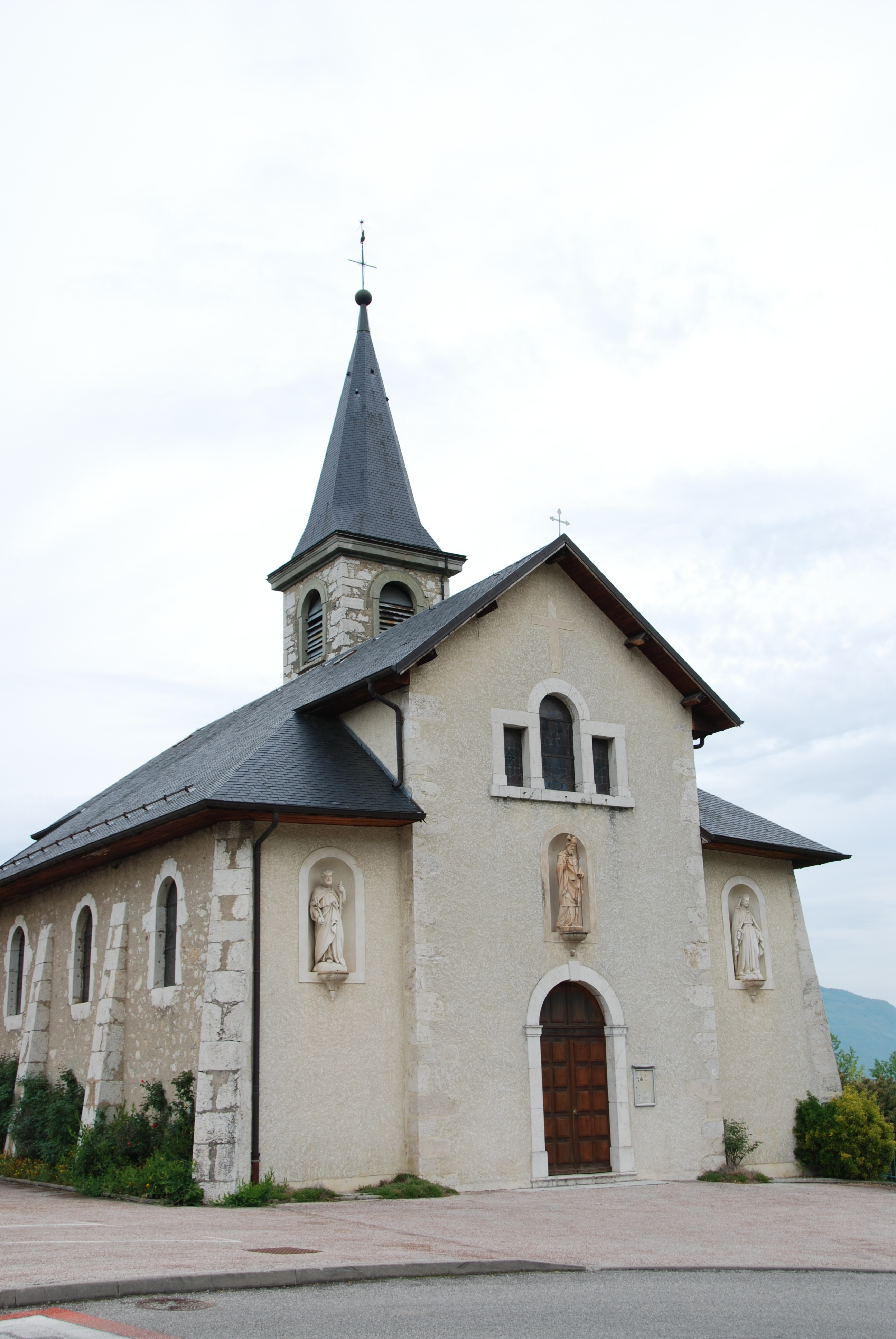
Kościół w Mouxy, 2009